# Toyota 2000 GT
 (septembre 2015).
Si vous disposez d'ouvrages ou d'articles de référence ou si vous connaissez des sites web de qualité traitant du thème abordé ici, merci de compléter l'article en donnant les références utiles à sa vérifiabilité et en les liant à la section « Notes et références ».
La Toyota 2000 GT est un véhicule automobile sportif de la marque Toyota produit de 1967 à 1970. De conception très moderne, elle regroupe toutes les techniques de pointe en matière automobile de l'époque. C'est notamment la première automobile japonaise de série équipée de quatre freins à disques, de quatre suspensions indépendantes, d'un moteur à double arbre à cames en tête et d'une direction à crémaillère.

## Conception
Dès 1963, après quelques succès en compétition, Toyota désire construire une automobile sportive capable de rivaliser avec la concurrence mondiale. Contrairement à d’autres marques japonaises qui s’associent à des constructeurs européens ou américains pour fabriquer sous licence, Toyota désire réaliser une GT 100 % japonaise. Le but est de prouver au monde qu’une marque japonaise, jusque-là connue pour vendre de petites automobiles économiques mais rustiques est capable de produire une véritable GT possédant les caractéristiques et le standing d’une italienne ou d’une anglaise. Elle sera la vitrine de la marque. La tâche est lourde, Toyota a l’habitude de fabriquer des automobiles populaires, robustes mais sans aucune prétention de performance ou d’esthétique poussée. La direction de la marque décide de constituer un petit groupe d’ingénieurs qui travaillera à l’écart du grand bureau d’étude :
- Jiro Kawano (chef de projet)
- Shinichi Yamazaki (châssis et suspensions)
- Hidemasa Takagi (développement moteur)
- Satoru Nozaki (designer)
- Shihomi Hosoya (pilote de développement et assistant designer)
- Eizo Matsuda (pilote d'essai)

Sans aucune expérience dans la conception d’une voiture de sport, le groupe va s’inspirer de ce qui existe déjà. Ainsi on acquiert quelques sportives classiques comme une Jaguar Type E, une Lotus Elan, une Triumph TR2, une MGB et une Facel Vega Facellia. Celles-ci sont disséquées et analysées : la Jaguar va donner la ligne générale et la Lotus le châssis. Fin 1964, le projet a pris forme, le schéma de base est déterminé, les organes mécaniques décidés et la ligne de la carrosserie est tracée.
C’est alors que Nissan, qui concoctait une étude similaire en association avec Yamaha abandonne le projet après avoir construit un ou deux prototypes. Le constructeur de moto et de piano, Yamaha, se tourne alors vers Toyota, sachant que ce dernier a investi dans la même direction. L’équipe de Kawano étudie le travail effectué par Yamaha et un accord est passé. On conserve les études de Toyota alors que Yamaha se charge de développer le moteur et s’occupera de la construction de la voiture. Le premier prototype roulant est achevé en 1965. Elle servira de voiture de test et sera malmenée sur les pires routes du pays pour en déterminer les points faibles. Un deuxième prototype plus soigné est assemblé pour le salon de l’automobile de Tokyo.

## Présentation
La Toyota 2000 GT est dévoilée au 12e salon de l'automobile de Tokyo en octobre 1965. Elle impressionne les journalistes du monde entier pour sa ligne fluide et élégante, sa technologie avancée et sa finition remarquable. Début 1966, Toyota invite quelques journalistes occidentaux spécialisés au Japon pour un essai de la 2000 GT. Les commentaires de la presse qui s'ensuivent sont très positifs. En novembre de cette même année une 2000 GT est présentée aux États-Unis au salon de San Francisco. Elle est ensuite essayée par les reporters et un article paru dans la revue américaine Road & Track en juin 1967 va faire référence. Elle en fait la couverture et y est décrite en détail. Les impressions des journalistes sont très positives. Ses performances sont plus que respectables au vu de sa cylindrée, sa tenue de route est sans faille, le confort digne d’une berline, la finition luxueuse…

## Production et évolution

### Toyota 2000 GT MF10
La commercialisation débute en mai 1967. Après 233 exemplaires construits le modèle subit une évolution en 1969. L’avant de la voiture est redessinée ainsi que certains autres détails de carrosserie. L’habitacle est agrandi de quelques centimètres, le tableau de bord et le volant sont restylés. La mécanique reste identique bien que la suspension soit assouplie. 109 exemplaires de ce deuxième modèle sont vendus jusqu’en 1970.

### Toyota 2000 GT MF12
Se rendant compte que les ventes n’atteignent pas les espérances attendues, Toyota décide de réduire les coûts de fabrication de la 2000 GT. L’une des modifications majeure est le remplacement du moteur 3M par le type 2M-B utilisé dans la Toyota Crown. La cylindrée passe de 2 à 2,3 litres et la culasse n’a plus qu’un seul arbre à cames en tête. Pour conséquence, la puissance perd 10 chevaux. Côté carrosserie, une prise d’air est ajoutée sous la calandre afin de mieux ventiler le radiateur d’huile, les rétroviseurs d’ailes disparaissent au profit d’un miroir standard fixé à la portière côté conducteur. À l’intérieur, les sièges ont gagné des appuie-têtes, la climatisation ainsi qu’une boîte de transmission automatique sont disponibles en option.
Seulement neuf exemplaires de MF12 sont construits entre 1969 et 1970, ce qui porte le nombre total de 2000 GT fabriquées à 351 exemplaires.

## Caractéristiques techniques

### Carrosserie

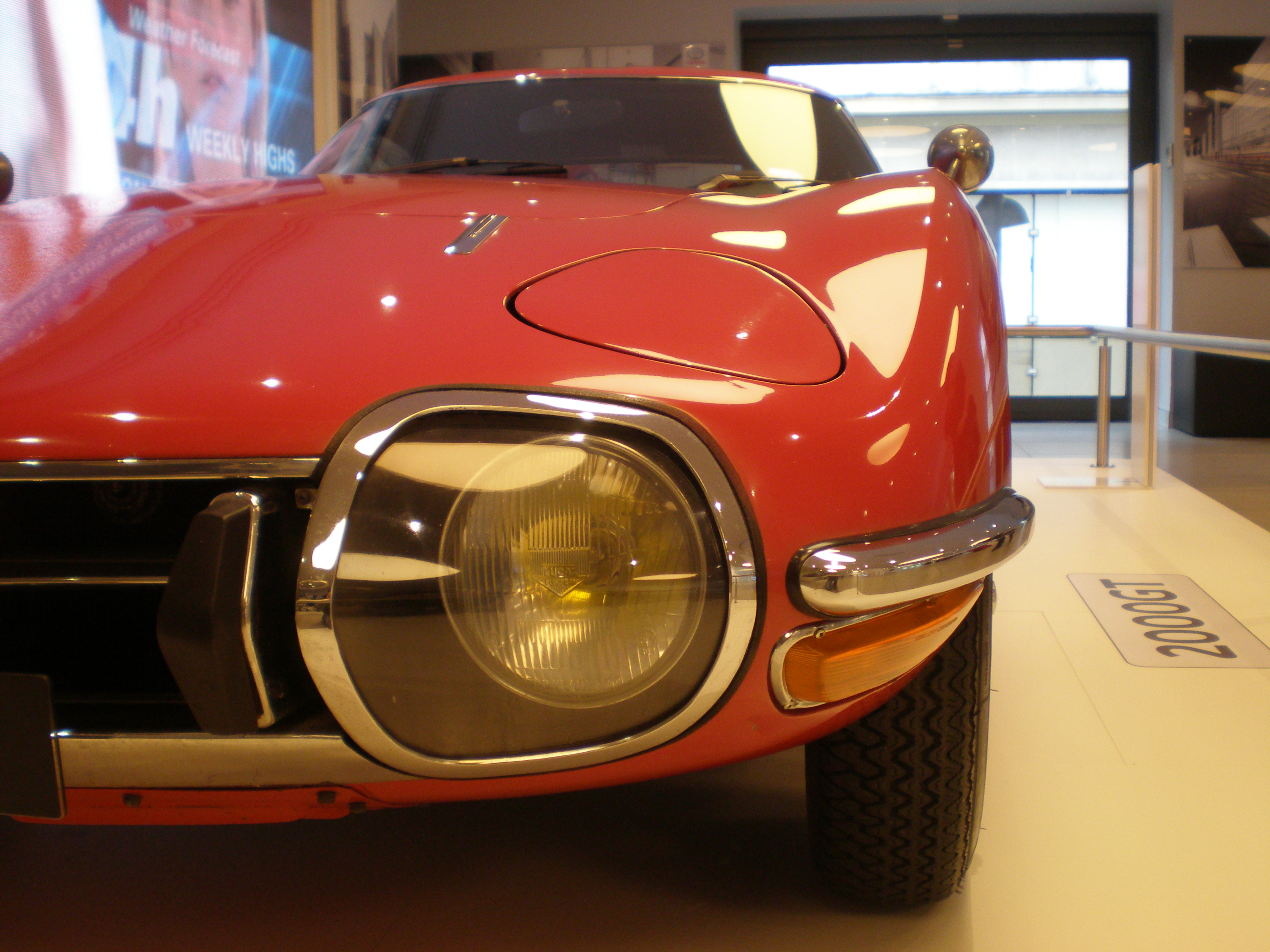
Un des optiques de la Toyota 2000 GT.

La Toyota 2000 GT n'a été commercialisée que sous la forme d'un coupé deux-portes, plus hayon arrière. Le dessin de la 2000 GT est dû à Satoru Nozaki et non au designer Albrecht Goertz comme une rumeur aimerait le laisser croire. Il y a toujours été vu une influence de la Jaguar Type E. La carrosserie est entièrement fabriquée en tôles d’acier façonnées à la main, à l’exception des deux portillons latéraux qui sont en fibre de verre. Celui de gauche abrite le filtre à air et celui de droite, la batterie. Les phares sont profilés derrière des vitres en plexiglas. La voiture étant destinée entre autres au marché nord-américain, il a été nécessaire de satisfaire une loi californienne qui impose une hauteur minimum des phares avant à 60 cm du sol. C’est la raison pour laquelle des phares escamotables ont été ajoutés. Les seules indications extérieures de la marque sont deux insigne triangulaires de chaque côté de la voiture, en avant des portières et une plaque rectangulaire sur le coffre. La calandre chromée en forme de « T » pour « Toyota » est le seul indice désignant le constructeur à l’avant de la voiture. Cette discrétion associée à la rareté de l’auto la fait souvent passer pour une autre aux yeux des profanes. Le pare-brise est très courbé, original pour l'époque ce qui permet une excellente vue panoramique. Il est également bien plus incliné que sur la plupart des autos de l’époque, donnant à la silhouette une ligne fluide et aérodynamique. Les rétroviseurs sont fixés sur les ailes, comme de coutume sur les véhicules japonais. Sur la 2000 GT, ils ont la particularité d’être chromés avec la moitié du cône orientée vers le centre de la voiture peinte en gris, ceci afin d’éviter un reflet du soleil dans le champ de vision du conducteur. À part ça, chaque élément de la carrosserie a fait l’objet d’un design soigné, comme les poignées de portes ou le bouchon de remplissage du réservoir d’essence.
Dans On ne vit que deux fois, film de la série des James Bond, apparaît l'unique exemplaire cabriolet.

### Châssis
L’une des particularités de la Toyota 2000 GT est son châssis à structure en poutre centrale. Construit en acier, il est directement inspiré de celui de la Lotus Elan. En forme de « X », le moteur et la boîte de vitesses sont logés entre les deux branches avant alors que le pont vient se placer entre les branches arrière. Cette construction a permis une répartition optimale des masses de 51/49 % du poids respectivement sur le train avant et sur l'essieu arrière. La carrosserie vient poser sur ce châssis auquel elle est vissée.
Les extrémités en « X » du châssis poutre supportent les quatre suspensions indépendantes à leviers triangulés et trapèzes transversaux couplés à des ressorts hélicoïdaux. Quatre freins à disques fabriqués par Sumitomo sous licence de Dunlop sont assistés par servofrein. La direction à crémaillère est une nouveauté pour Toyota et elle remplit pleinement sa fonction avec précision. La voiture étant conçue aussi pour une utilisation en compétition, des moyeux de roues à serrage central ont été choisis. Les jantes en magnésium, telles qu’utilisées sur les voitures de courses sont ce qui se fait de mieux à l'époque.

### Mécanique
Avec son moteur (type 3M), Toyota a composé avec des compromis pour motoriser la 2000 GT. Un bloc en fonte de Toyota Crown a servi de base à Yamaha qui a développé une culasse en aluminium à double arbre à cames en tête et chambres hémisphériques. Yamaha avait une grande expérience des moteurs de compétition mais n’avait jamais construit de moteur quatre-temps. Il en résulte un six-cylindres en ligne alimenté par trois carburateurs Mikuni-Solex, il développe 150 ch à 6 600 tr/min pour un couple maximum de 18 mkg à 5 000 tr/min.
Un embrayage monodisque sec supporte une boîte de vitesses à cinq rapports tous synchronisés. Une boîte automatique est proposée en option dès 1969, mais seule une poignée d’exemplaires en sont équipés. Seulement 60 cm séparent la boîte du pont arrière à glissement limité.

### Habitacle

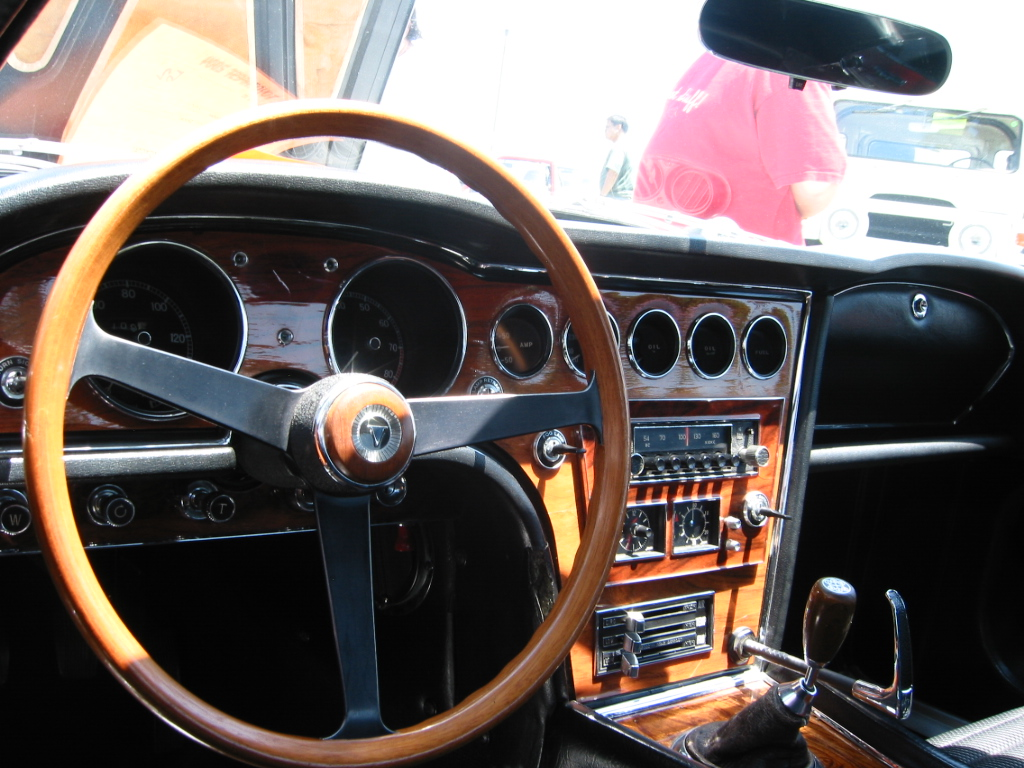
Tableau de bord

Contrairement à l’extérieur de la voiture qui est résolument moderne, l’intérieur a été voulu plus conservateur. L’habitacle peut recevoir deux personnes confortablement. Yamaha a fourni le bois utilisé pour ses pianos pour façonner le tableau de bord et le volant. Une série de cadrans ronds cerclés de chrome donnent toutes les indications nécessaires au conducteur. Les sièges types baquets sont recouverts de simili cuir de qualité. Le volant à trois branches est réglable en profondeur. Le frein à main se trouve au tableau de bord, à côté du court levier de vitesse. Une radio à recherche de postes automatique est montée d’origine, ainsi qu'une montre et un chronomètre. Chaque portière est munie d’un cendrier et d’un allume-cigare.

### Performances
Dans son contexte d’époque, la 2000 GT ne possède pas des performances extraordinaires mais entre incontestablement dans la catégorie des voitures de sport. Avec son moteur de 2 litres, elle atteint une vitesse de pointe de 220 km/h (réels), l’accélération de 0 à 100 km/h se réalise en 9 secondes et le kilomètre départ arrêté prend 29,1 secondes.

## Records de vitesse

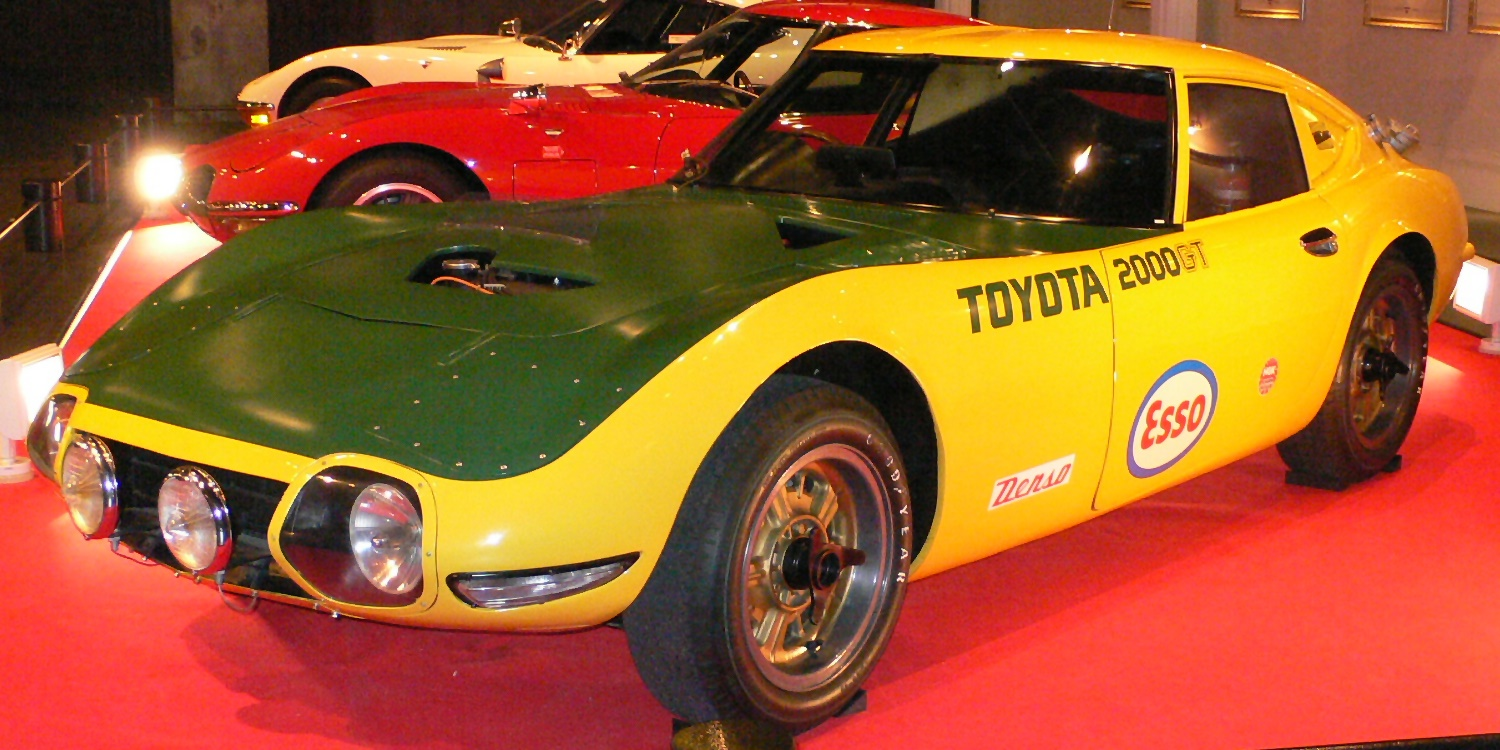
La 2000 GT des records de 1966

En octobre 1966, une Toyota 2000 GT préparée par l’usine bat dix records internationaux et trois records mondiaux de vitesse. C’est sur le circuit de Yatabe, au Japon, sous une météo exécrable que la voiture roule trois jours durant en maintenant une moyenne supérieure à 200 km/h.

## Participation en compétition
Conçue pour pouvoir être utilisée en compétition, la 2000 GT participe aux courses d’endurances japonaises de 1966 à 1967. Elle remporte d'abord les 1 000 km de Suzuka en 1966 puis les 500 km de Suzuka 1967. Aux 24 Heures de Fuji 1967, c’est un doublé gagnant. La 2000 GT gagne encore les 1 000 km de Fuji 1967. Sa carrière se termine déjà au profit de la nouvelle Toyota 7, automobile conçue spécifiquement pour les courses d’endurance et de Can-Am.
Deux exemplaires sont engagés en compétition SCCA (Sports Car Club of America) aux États-Unis par la fameuse écurie de Carroll Shelby. Elles participent à la saison 1968 en classe C-Production. Les pilotes américains Scooter Patrick et Davey Jordan mènent les Toyota à la victoire dans trois courses sur les quatorze auxquelles elles participent. Au classement final, elles terminent en deuxième place derrière Porsche. Ce résultat est impressionnant pour une première participation. Malheureusement, le contrat ne sera pas reconduit par Toyota pour l’année suivante.

## Apparition au cinéma

### James Bond
Le célèbre agent secret britannique de fiction se rend au Japon pour le film On ne vit que deux fois (1967). Durant son périple, il est sauvé des attaques du Spectre par l’agent des services secrets japonais Aki qui conduit une Toyota 2000 GT. La particularité de cette auto est qu’elle est en version découvrable. L’acteur Sean Connery avait un peu de peine à s’introduire dans l’habitacle exigu de la 2000 GT. De plus, pour réaliser des prises de vues « en roulant », il n'y avait pas de place pour une caméra. La production a donc demandé à Toyota s'il était possible de construire un spider. Toyota, voyant là un coup de publicité bienvenu, s'exécuta sur le champ et fabriqua deux spiders pour les besoins du film. Ce sont deux coupés de série qui ont été transformés en spiders. Le toit coupé, le pare-brise est remplacé par un plexiglas. Les vitres latérales sont supprimées et un faux châssis tubulaire tient la partie arrière de la carrosserie. Il n'y a pas de capote, seule une fausse housse derrière les sièges en donne l'impression, c'était suffisant pour le film. Les roues à rayons des premiers prototypes sont utilisées. Quelques gadgets sont installés dans l'une des deux voitures par Sony. Un circuit fermé vidéo avec caméras à l'avant et à l'arrière est relié à une télévision couleur ainsi qu'à un mini magnétoscope. Une radio FM stéréo et un lecteur de cassettes font également partie de la panoplie. Aujourd'hui, il ne reste qu'un seul exemplaire subsistant, conservé au Musée Toyota au Japon.

### Hairpin Circus
Film japonais de Kiyoshi Nishimura (1972), Hairpin Circus est une sorte de road movie à la japonaise : l'histoire raconte la vie d'une bande de jeunes qui s'amuse la nuit à persécuter les automobilistes jusqu'à provoquer un accident. La bande est menée par une jolie fille qui conduit une 2000 GT jaune. Un ancien pilote de course converti en moniteur d'auto-école, rongé de remords à la suite de l'accident d'un de ses amis en compétition, tente de mettre fin aux agissements de la bande. Il se fait séduire par la jeune conductrice et se trouve dans un dilemme. Course automobile à Macao, poursuites dans les faubourgs de Tokyo, musique jazzy, l'ambiance est aux années 1970 avec un héros, sa romance et une fin tragique. La voiture est détruite dans le film.

### Hana yori dango
Série TV japonaise dérivée d'un manga. Dans la deuxième saison, sortie début 2007, le personnage Hanazawa Rui conduit une 2000GT blanche.

## Apparition en jeux vidéo
La Toyota 2000 GT est disponible dans la plupart des jeux Gran Turismo. Elle apparaît pour la première fois dans le deuxième jeu de la série, puis dans tous les opus depuis le quatrième.

## Aujourd'hui
Du fait du nombre restreint d'exemplaires fabriqués (351), elle n'a été exportée qu'au compte-gouttes (seulement 115 dont 58 aux États-Unis, 25 en Europe dont 7 en France, et 9 en Australie), ce qui en fait une voiture rare. Les prix des exemplaires toujours existants ne cessent de croître d'année en année. Aujourd'hui, elle représente l'automobile japonaise classique la plus désirable et la plus recherchée par les amateurs[réf. souhaitée].